# 리을설
리을설(李乙雪, 표준어: 이을설, 1921년 9월 14일 ~ 2015년 11월 7일)은 한국의 공산주의 계열 독립운동가, 조선민주주의인민공화국의 정치인이자 조선로동당 중앙위원회 위원이다.

## 경력
함경북도 청진에서 출생하였으며 한때 함경북도 경성군 어랑면에서 잠시 유아기를 보낸 적이 있고 함경북도 길주군 성진읍에서 잠시 유년기를 보낸 적이 있는 그는 1930년대에 조선항일소년대에 합류했고 1942년에는 동북항일연군에 합류했다.
1948년 조선인민군 연대장, 1950년에 참모장을 거쳐 1957년 소장에 올라 인민군 사단장을 지냈다. 1962년에 중장에 올랐으며, 최고인민회의 대의원이 되었다. 1972년 인민군 상장이 되었고, 공화국영웅 칭호를 받았다. 1980년 조선로동당 중앙위원회 위원이 되었고, 1985년 인민군 대장에 올랐다. 1992년 인민군 차수를 거쳐, 1995년 원수 계급이 되었다.
1990년부터 2003년까지 국방위원회 위원을 지냈으며, 최고인민회의 제4, 5기(1967년, 1972년)와 7 ~ 12기(1982년, 1986년, 1990년, 1998년, 2003년, 2009년) 대의원을 역임하였다. 2010년 9월에 열린 조선로동당 대표자회에서는 당중앙위원회 정치국 후보위원에 선임되었다. 2015년 11월 7일 폐암으로 투병 생활을 하던 중에 향년 95세를 일기로 사망하였다.

### 군 경력
| 소장       | 중장        | 상장            |
| ---------- | ----------- | --------------- |
|            |             |                 |
| 1953년 3월 | 1962년 10월 | 1972년 2월      |
| 대장       | 차수        | 조선인민군 원수 |
|            |             |                 |
| 1985년 4월 | 1992년 4월  | 1995년 10월     |